# Max-Slevogt-Gymnasium
Das Max-Slevogt-Gymnasium ist ein staatliches Gymnasium in Landau in der Pfalz. Die Schule hat seit ihrer Gründung eine besondere künstlerische Ausrichtung, was seit 1975 durch den Impressionisten Max Slevogt als Namensgeber zum Ausdruck kommt. Dem Sport fühlt sich die Schule seit Jahrzehnten sehr verpflichtet, außerdem besteht eine ausgeprägte europäische und romanistische Orientierung. Der Bereich der Naturwissenschaften, Mathematik und digitalen Bildung hat in den vergangenen Jahrzehnten enorm an Bedeutung gewonnen. Dies spiegelt sich in vielen Wettbewerbserfolgen auf Schülerebene und im Gebäude durch die Sanierungen der Physik, Biologie, Chemie und der digitalen Infrastruktur wider.

## Geschichte

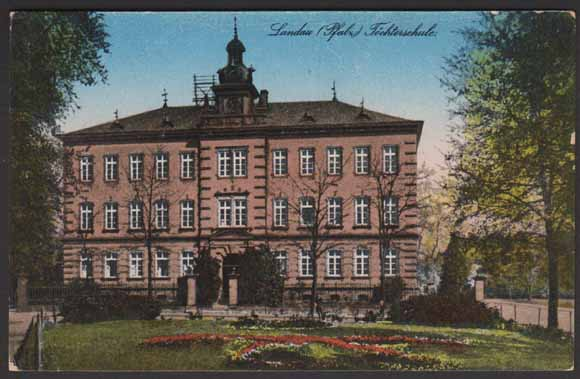
Historische Ansicht

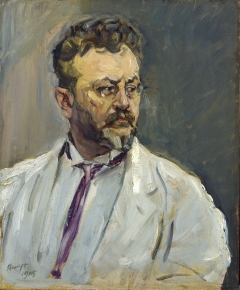
Der Namensgeber der Schule Max Slevogt (Selbstbildnis von 1915)

Nachdem der Landauer Bürgermeister 1873 den Antrag auf Errichtung einer höheren Mädchenschule gestellt hatte, wurde diese 1874 als Städtische höhere Töchterschule eröffnet. Als ersten Direktor ernannte der Stadtrat den Historiker und Dramatiker Christian Friedrich Maurer, welcher der Schule ein wissenschaftliches und künstlerisches Profil gab.
Der Schulbetrieb wurde mit vier Klassen und 78 Schülerinnen in der Königstraße 23 aufgenommen. 1888 erfolgte die Verlegung der Schule an ihren heutigen Sitz (damals Nordring 7, heute Hindenburgstraße 2).
Diese Institution hieß von Anfang an auch jüdische Mädchen als Schülerinnen willkommen. Für sie wurde ein eigener jüdischer Religionsunterricht erteilt, für den anfänglich der 1838–1893 in Landau wirkende Rabbiner Elias Grünebaum verantwortlich war. Nach dem Tod des Rabbiners wurde diese Stelle an der Töchterschule über das Königlich-bayrische Bezirksamt Landau wieder ausgeschrieben.
Im Jahr 1938 erfolgte der Ausbau des sechsklassigen Mädchenlyzeums zur achtklassigen Vollanstalt mit dem Namen Mädchenoberschule mit hauswirtschaftlichem und ab 1939 mit sprachlichem Zweig. Mit dem Schuljahr 1947/48 wurde in der damaligen französischen Besatzungszone das französische Notensystem (20 Punkte) übernommen. Bis 1952 nahm man noch an der zentralen Reifeprüfung teil.
Ab 1950 nahm die Schule auch Jungen auf und nannte sich nun  Neusprachliches Gymnasium. 1960 übernahm das Land Rheinland-Pfalz die Schule und baute sie aus. 1967 wurden ein Erweiterungsbau und eine neue Schulsporthalle eingeweiht.
1971 wurde Französisch als erste Fremdsprache eingeführt. Im Schuljahr 1972/73 begann der bilinguale Unterricht im Fach Erdkunde. Mit dem Schuljahr 1973/74 führte man die Mainzer Studienstufe ein.
Seit Ende der 90er Jahre kann man, wie an weiteren fünf Gymnasien in Rheinland-Pfalz, am Max-Slevogt-Gymnasium auch das deutsch-französische Abitur, das „Abibac“ ablegen. Voraussetzung dafür ist die Belegung mit Französisch als erste Fremdsprache und Besuch des bilingualen Zweiges. In der Oberstufe muss Französisch als Leistungsfach belegt werden, außerdem werden die Fächer Geschichte (Histoire) und Erdkunde (Géographie) in französischer Sprache erteilt.
Seit 2013 bietet die Fachschaft Musik die Gesangsklasse an. In Klasse 5 und 6 wird das Fach Musik vor allem über die Stimme vermittelt und die Schülerinnen und Schüler der „C-Klasse“ bilden den Chor der Orientierungsstufe. Außerdem können alle Streichinstrumente in Einzelunterricht erlernt werden, womit die Grundlage für die zahlreichen Orchesterensembles gelegt wird. Neben mehreren Chören und Orchestern gibt es noch Bläserensembles und die Big Band. Seit 2018 besteht darüber hinaus die Möglichkeit, in der Streicherklasse eines der vier Streichinstrumente von Beginn an neu zu erlernen.
Im Mai 2018 erhielt das MSG das Zertifikat „Europaschule des Landes Rheinland-Pfalz“.

## Pädagogische Ausrichtung

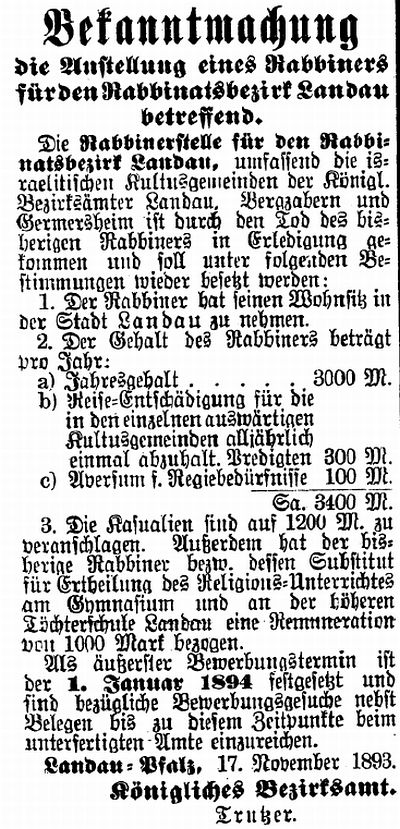
Suche nach einem neuen jüdischen Religionslehrer für die Schule

Die Schule hat seit Beginn eine starke musische und künstlerische Ausrichtung. Der zweite Schulleiter Carl Friedrich Müller-Palleske, ein zu seiner Zeit bekannter Schillerexperte und in der bayrischen Pfalz geschätzter Dramatiker, legte besonderen Wert auf das Theaterspiel. Spätere Schulleiter setzten weitere Akzente:
Hilde Stelzenmüller öffnete die Schule für die Koedukation, sie gab ihr eine neusprachliche und eine musische Richtung. Georg Hagedorn führte Französisch wieder als erste Fremdsprache ein, begründete den bilingualen deutsch-französischen Zweig, gab der Schule den Namen Max Slevogts und stellte das musische und das europäische Profil der Schule heraus.
Unter Schulleiter Hermann Brauner, der insgesamt 27 Jahre die Geschicke der Schule leitete, wurde unter anderem das Abibac eingeführt. Auch unter seiner Leitung wurden die künstlerischen und sprachlichen Schwerpunkte weiterentwickelt und ausgebaut. Der erste Sport-Leistungskurs in Landau wurde am Max-Slevogt-Gymnasium angeboten.
Unter der Leitung von Rainer Rothe wurde das MSG Ausbildungsschule für Referendare, Medien-Kompetenzschule und Campusschule in Verbindung mit der Universität Landau. Als Ergänzung zum sprachlichen Profil wurde das CertiLingua als Exzellenzzertifikat eingeführt. Die neu eingerichtete Gesangsklasse unterstütze den musikalischen Schwerpunkt. Zudem wurde die Schule Prüfungszentrum des europäischen Computerführerscheins (ECDL).
In den vergangenen Jahren wurde die Schule zur Europaschule (2018), die Streicherklasse eingeführt (2018) und mit dem Doppelstundenmodell seit 2016 ein wichtiger Schritt für die Unterrichtsentwicklung beschritten. Die Einführung der iPads ab Klassenstufe 9 für alle Schülerinnen und Schüler ab dem Schuljahr 2021/22 hat im Bereich der digitalen Bildung starke Akzente gesetzt.

## Schulmusik
Entsprechend der künstlerisch-musischen Ausrichtung besitzt die Schule mehrere Chöre, zwei Orchester und eine Big-Band. 1980 wurde ein Schulorchester Landessieger im Schülermusikwettbewerb Rheinland-Pfalz in Mainz. Heute zählt das Max-Slevogt-Gymnasium zu den Schulen mit  Musik-Schwerpunkt, was sich in vielen Aufführungen in Schulkonzerten, Musicals und großen oratorischen Werken widerspiegelt. Die Big Band, der Oberstufenchor und das Orchester der Oberstufe haben einen hervorragenden Ruf.

## Schulpartnerschaften
1973 wurde eine Partnerschaft mit dem französischen Lycée Hoche in Landau aufgenommen; das Lycée Hoche wurde 1990 im Kontext des Abzugs der französischen Streitkräfte aus Landau aufgelöst. Heute besteht eine Partnerschaft mit dem Lycée international Georges-Duby in Luynes (Aix-en-Provence, Frankreich), dem Lycée Ribeaupierre in Ribeauvillé (Frankreich) und einem Collège in Metz (Frankreich).

## Das Gebäude
Der große dreigeschossige gründerzeitliche Sandstein-Klinkerbau, heute ein Kulturdenkmal des Landes Rheinland-Pfalz, wurde 1887/88 errichtet. Bei dem historischen Gebäude handelt es sich um eine private Stiftung von Johann Lang, der von 1848 bis 1857 Bürgermeister der Stadt Landau in der Pfalz war. Ein moderner Erweiterungsbau erfolgte 1967.

## Bezeichnungen
- ab 1874: Städtische höhere Töchterschule
- ab 1911: Städtische höhere Mädchenschule
- ab 1945: Städtische Mädchenoberrealschule
- ab 1950: Städtisches Neusprachliches Gymnasium
- ab 1960: Staatliches Neusprachliches Gymnasium mit Frauenoberschule Mittelstufe
- ab 1964: Staatliches Neusprachliches Gymnasium
- seit 1975: Max-Slevogt-Gymnasium

## Schulleiter
- Christian Friedrich Maurer 1874–1892
- Carl Friedrich Müller-Palleske 1893–1911
- Adam Sahrmann 1912–1938
- Walter Klein 1938–1941
- Hilde Stelzenmüller (kommissarisch) 1941–1944
- Friedrich Grießbach 1945–1949
- Hilde Stelzenmüller 1949–1966
- Anton Fried (kommissarisch) 1966
- Georg Hagedorn 1966–1978
- Hermann Brauner 1978–2005
- Rainer Rothe 2005–2015
- Jochen Flohn 2015–2022
- seit 2022: Stefanie Mehret

## Bekannte Lehrer
- Elias Grünebaum (1807–1893), erster Rabbiner der Schule

## Bekannte ehemalige Schüler
- Mathilde Mayer, geb. 1889, Pädagogin
- Elisabeth Mahla, 1889–1974, Frauenrechtlerin
- Martha Saalfeld, 1898–1976, Lyrikerin und Romanschriftstellerin
- Heidrun Möller, * 1945, Politikerin
- Wieland Elfferding, * 1950, Publizist
- Monika Follenius, * 1954, Malerin
- Ludwig Simon, * 1956, Ornithologe und Artenschützer
- Rolf Übel, * 1956, historischer Schriftsteller
- Volker Zotz, * 1956, Philosoph
- Friedhelm Köhler, * 1957, Psychologe und Unternehmensberater
- Stefan Bevier, 1958–2018, Dirigent
- Friederike Herrmann, * 1960, Medienwissenschaftlerin
- Albert Ziegler, * 1961, Psychologe und Begabtenforscher
- Dieter Kugelmann, * 1963, Rechtswissenschaftler
- Thomas Hirsch, * 1967, Politiker und Bürgermeister der Stadt Landau in der Pfalz
- Hans-Werner Klohe, * 1970, Choreograph
- Christine Schneider, * 1972, Politikerin
- Benjamin Auer, * 1981, Fußballspieler
- Stefan Ruppe, * 1981, Schauspieler